# 叶坚
叶坚（1946年6月—），男，汉族，浙江绍兴人，中华人民共和国政治人物，曾任江苏省人大常委会副主任，第九届全国人大代表。